# 茜嘉團遊 土耳其
《茜嘉團遊 土耳其》（英語：Go Turkey）是台灣壹傳媒電視廣播股份有限公司的一個飲食旅遊節目，全節目共10集，由謝茜嘉、RubberBand擔任主持。無綫電視購買此節目的播映權，並於2011年8月13日起香港時間逢星期六 20:00-20:30在J2播出，及於MyTV提供網上節目重溫（集數上傳後兩個月後會刪除）。

## 節目簡介
謝茜嘉繼與周國賢的斐濟之旅後，今次帶同一行四人的RubberBand，五人首次踏足一個陌生的國度 - 土耳其，展開土耳其吃、喝、玩、樂之旅。土耳其摸得到的名勝古蹟、充滿音樂感的海洋、與別不同的表演場地，以及當地人純真、熱情、自然的一面，種種的難忘經歷，令謝茜嘉與RubberBand對這個中東國家有一番新的體驗，更從旅程領略到旅遊的意義。
這十集的旅程中，謝茜嘉與RubberBand會帶觀眾去體驗土耳其浴、參加當地人的婚禮、走遍土耳其特色古城、住宿皇宮般的超豪華酒店、到沙灘與陽光玩遊戲；並會為觀眾介紹土耳其的歷史背景、了解中國人於當地的生活，又學習製作土耳其特產陶藝、以及學習跳肚皮舞。一個好睇、好玩、好聽的土耳其之旅，由8月13日起逢星期六晚上八時在J2台出發。

## 每集內容
| 集數 | 播映日期 | 主題                   |
| 01   | 8月13日  | 我們在文化遺產中捉迷藏 |
| 02   | 8月20日  | 飛天遊覽奇石林         |
| 03   | 8月27日  | 歐洲人的布吉島         |
| 04   | 9月3日   | 在古城中尋回失落的自己 |
| 05   | 9月10日  | 神秘的伊斯蘭古都       |
| 06   | 9月17日  | 玩轉「獨立大道」       |
| 07   | 9月24日  | 真正的土耳其人市場     |
| 08   | 10月1日  | 土耳其．大作戰         |
| 09   | 10月8日  | 旅行的意義             |
| 10   | 10月15日 | 再見土耳其             |

## 外部連結
- 無綫電視節目網頁 - 茜嘉團遊 土耳其 （页面存档备份，存于）
- RubberBand裸歎土耳其浴

## 電視節目的變遷
| 無綫電視J2 星期六 20:00-20:30 時段    | 無綫電視J2 星期六 20:00-20:30 時段          | 無綫電視J2 星期六 20:00-20:30 時段 |
| ------------------------------------- | ------------------------------------------- | ---------------------------------- |
|                                       | 茜嘉團遊 土耳其 （2011.08.13 - 2011.10.15） |                                    |
| 福井初體驗 （2011.06.04- 2011.08.06） | 樂遊約克郡 （2011.10.22 - 2011.12.24）      |                                    |